# Oslobođenje Zagreba
Oslobođenje Zagreba, Bitka za Zagreb ili Pad Zagreba povijesni je događaj koji se odvio 8. svibnja 1945. u Zagrebu, kada su postrojbe Jugoslavenske armije ušle u Zagreb, čime je Nezavisna Država Hrvatska (NDH) i službeno doživjela slom.
Uspostava vlasti partizana u Zagrebu bila je popraćena kažnjavanjem službenika i podupiratelja NDH, pri čemu su vlasti među ostalim oduzimale imovinu određenih osoba koje su se smatrale »narodnim neprijateljem« te likvidirale osobe okrivljene za suradnju s ustašama. U Hrvatskoj dio javnosti taj događaj slavi zbog uloge partizana u suzbijanju »ustaškog i nacističkog terora«, a drugi dio kritizira zbog nasilja korištenog pri »čišćenju« Zagreba od osoba »okupatora« uslijed oslobođenja. Ni među hrvatskim povjesničarima i politolozima, kao ni široj javnosti, nema konsenzusa o tim događajima.
Ovaj događaj obilježava se u Zagrebu 8. svibnja manifestacijom paljenja Trnjanskih krijesova. Neki zagovaraju da se taj datum ponovno uvede kao »Dan grada Zagreba«, koji je premješten na 31. svibnja, blagdan Majke Božje od Kamenitih vrata.

## Pozadina
Kad je 10. travnja 1941. proglašena NDH, Zagreb je postao njezin glavni grad. Tijekom četiri godine u Zagrebu su se nalazili poglavnik Ante Pavelić, ustaška vlada i Hrvatski državni sabor. S vremenom su partizani postupno jačali i oslobađali dijelove NDH. Krajem travnja Slavonija je već bila u partizanskim rukama.

### Proboj Sremskog fronta i kolaps NDH
S probojem Srijemske fronte 12. travnja 1945. ubrzava se tempo povlačenja nacističkih i kvislinških snaga te dolazak izbjeglica u Zagreb. Izvještaj OZNA-e iz svibnja procjenjuje da se u Zagrebu nalazilo otprilike 250 000 izbjeglica, od kojih je dio krenuo u bijeg prema zapadu. Ivo Goldstein navodi da je taj priljev ljudi donio totalni kaos u grad, da su sve ulice bile zakrčene, a svi trgovi zatrpani. Osim izbjeglica iz raznih dijelova NDH koje su bježale pred Jugoslavenskom armijom, u gradu se nalazilo i nekoliko vojnih postrojbi koje su u strahu od partizanske omazde zbog počinjenih zločina htjele pobjeći na zapad. Činili su ih pripadnici raznih ustaških postrojbi i domobrana, pripadnika Wehrmachta te raznih četničkih grupacija.
Kako bi zastrašili stanovništvo da ih ne bi ometalo u obrani grada, Ustaška nadzorna služba i Gestapo od 28. travnja na javnim su mjestima počeli ubijati i vješati Zagrepčane po kratkom postupku. Neke od lokacija počinjenih zločina bile su u Podsusedu, u Svetoj Nedjelji, kod Kruševlja i drugdje.
U međuvremenu, OZNA je mjesecima prije zauzimanja grada sastavljala popise takozvanih »narodnih neprijatelja« na području Zagreba. Povodom svojih operacija vođenih u ruralnom području okolici Zagreba, komunističke snage sigurnosti su već tada popisale 458 strijeljanih neprijatelja. U izvještaju IV. sekcije OZNA-e za Zagrebačku oblasti se navodi da je s 12. travnjem 1945. u kartoteci popisano 8.141 "zločinaca"; broj "neprijatelja" i "zločinaca" u okolici Zagreba na popisu strijeljanih popeo se kroz 2 i pol mjeseca na njih 661.
Dana 30. travnja, kada su prve nacističke jedinice napuštale obrambene položaje oko rijeke Ilove i Bilogore te se povlačile prema Zagrebu, a odande dalje na zapad prema Austriji, Pavelić je na sjednici vlade NDH donio odluku o povlačenju i napuštanju Zagreba. Naredba da se sve jedinice NDH stacionirane u Zagrebu počnu povlačiti prema Celju izdana je u noći s 5. na 6. svibnja i povlačenje je počelo odmah.

### Bijeg ustaša
Pavelić je 6. svibnja napustio državu, a za njim su se prema Austriji u strahu od partizanske odmazde povlačili ustaše, domobrani, četnici i velik broj hrvatskih civila. Prema nekim izvorima, bilo je i brojnih slučajeva prisilnog tjeranja građana da pođu s ustaškim snagama koje su se povlačile kako bi ih se iskoristilo kao žive ljudske štitove. Dana 6. svibnja bili su zabilježeni slučajevi da ustaše na Žitnjaku, Kraljevcu i Donjem Prekrižju istjeruju iz kuća sve muškarce u dobi od 16 do 60 godina i odvode ih sa sobom. Pripadnici Narodne zaštite na nekim su lokacijama nastojali spriječiti takvo nasilje nad civilima, ali je u oružanim obračunima bilo i mrtvih. Zabilježeno je da su 6. svibnja ustaše ubili 11 pripadnika Narodne zaštite, a 7. svibnja usmrtili njih 10 i teško ranili dvojicu. Svaka kolona imala je svoj pravac povlačenja. Luburićevci su dolazili s Trešnjevke prema Črnomercu. Bobanovci su u svojim crnim uniformama bježali uzduž potoka Črnomerca. Domobrani su se presvlačili u civilna odijela i bježali kućama.
U nedjelju poslijepodne, 6. svibnja, otvorena su vrata zatvora na Savskoj cesti. Ustaški agenti palili su dokumente i napuštali urede. Policajci-stražari napuštali su zgradu i oružje, a pokupila ga je Narodna zaštita. To je oružje potom raspodijeljeno simpatizerima NOP-a te aktivistima u tvornicama i drugim ustanovama radi očuvanja reda i mira.
U pet sati ujutro 8. svibnja 1945. iz grada se sa svojom kolonom Ljubljanskom ulicom počeo povlačiti i Vjekoslav Luburić. Kolona je nastavila Ilicom prema Črnomercu i pritom je pucala po okolnim zgradama. Na čelu kolone bila su tri mala tenka, dvadesetak osobnih automobila i mnogo kamiona nakrcanih ustašama. Na začelju kolone bili su motocikli i tenkovi. Ukupno je u toj koloni bilo više tisuća ustaša.

## Zauzimanje grada
Budući da je većina branitelja grad napustila tijekom 6. svibnja, Đuro Kumičić, saborski kvestor kojem je Ante Pavelić povjerio da preda Zagreb jedinicama Jugoslavenske armije, preko radija je proglasio Zagreb “otvorenim gradom”. Javni red u gradu je do njegove predaje jugoslavenskim armijama trebala osiguravati Narodna zaštita. 
Nakon što je Unska grupa divizija (28. slavonska divizija, 39. krajiška divizija i 45. srpska divizija) Druge armije razbila  obranu na Uni, Zagreb više nije bio branjen sa zapada i juga te je partizanima put do grada bio otvoren. Jedinicama Druge armije naređeno je da nastave s pritiskom nad razbijenim neprijateljem koji se povlačio. 28. slavonska i 45. srpska divizija trebale su osigurati grad s juga i zapada. No jedinice 28. slavonske divizije nakon oslobođenja Velike Gorice nastavile su goniti neprijatelja prema Zagrebu, nakon čega su se našle u borbi za zagrebačke mostove na Savi, koje su nakon uspješnih borbi i osigurale te se tu zaustavile. Jedinice Prve armije koje su se kretale lijevom obalom Save i prilazile gradu s istoka imale su teži put prema Zagrebu jer su naišle na prilično jak otpor ostataka njemačkih i ustaških jedinica.
Takva novonastala situacija iznenadila je i Vrhovni štab koji je rukovodio vojnim operacijama za oslobođenje Jugoslavije. Dana 7. svibnja štab je naredio Prvoj armiji da najhitnije upadne u Zagreb. Za potrebe tog pothvata, a u skladu s tadašnjom partizanskom praksom, prema kojoj se nastojalo oslobađanje velikih gradova prepustiti jedinicama koje su se borile u njihovoj okolici, izdvaja se Deseti zagrebački korpus iz sastava Treće armije i uvrštava u sastav Prve armije.
Zbog kaotične situacije u grad prvi ulaze pripadnici Posavskog partizanskog odreda koji je bio dio 28. slavonske divizije te jedinice Srpske udarne 45. divizije i Krajiške divizije.
Do ranih jutarnjih sati 9. svibnja istočni prilaz gradu bio je otvoren, a borbe su se nastavile narednih dana na Medvednici i Sljemenu gdje su se, u namjeri da pruže posljednji otpor, povukle razbijene nacističke i ustaške snage koje se nisu na vrijeme uspjele izvući iz Zagreba i njegove okolice. Bilo je dosta ustaških i njemačkih snajperista po gradu, te su pojedini građani i vojnici JA pritom stradali. Jedan takav slučaj desio se na Zrinjevcu ispred hotela Palace, kada je jedan SS-ov snajperist ubio kapetana Jugoslavenske armije, vođu ophodnje 28. slavonske divizije.
S južne strane grada jači dijelovi postrojbi Jugoslavenske armije probili su se do Radio-postaje u Vlaškoj ulici i borili se protiv ustaša koji su se odbijali predati Narodnoj zaštiti. Oko 23 sata u noći od 8. na 9. svibnja dio ustaša se pokušao izvući iz područja Radio-stanice. Kako su sve prolaze potpuno pokrivali borbeni odjeli JA, pokušaj ustaša da se iz dvorišta radio-stanice probiju prema Martićevoj ulici je propao, pri čemu ih je sedmero poginulo. Borbe za radiostanicu najzad su okončane u rano jutro 9. svibnja.

## Poslije zauzimanja
Dana 9. svibnja u grad su svečano ušli pripadnici 10. korpusa. Stanovnici Zagreba izašli su na ulice pozdravljajući partizansku vojsku. Uskoro je u Zagreb došla i vlada Federalne Države Hrvatske na čelu s Vladimirom Bakarićem, a za njima i članovi ZAVNOH-a na čelu s Vladimirom Nazorom. Tijekom rata u NOB-u je bilo uključeno više od 50 tisuća Zagrepčana. Popis ljudskih gubitaka na antifašističkoj strani koji su komunističke vlasti provele 1950., a koji se podudara sa službenim podatcima iz 1946. i 1964. godine, navodi da je poginulo 6464 pripadnika NOB-a iz grada Zagreba, a 22 936 osoba iz Oblasti Zagreb. 89 Zagrepčana proglašeno je narodnim herojima, a njih više od 600 su nositelji partizanskih spomenica 1941. godine. Među tim stradalima u 4 ratne godine našlo se i 8 do 9 tisuća od ukupno 12 000 Židova koji su u Zagrebu živjeli početkom Drugoga svjetskog rata.
Po zauzimanju grada vlast su preuzela tijela Demokratske Federativne Jugoslavije (DFJ) te započela s uhićivanjem osoba koje su bile povezane s režimom NDH. Novouspostavljene civilne vlasti imale su zadaću poduzeti mjere radi popisivanja i oduzimanja imovine »ratnih zločinaca« (među njima »svi koji su vršili mobilizaciju našeg naroda za neprijateljsku vojsku«) i »narodnih neprijatelja« (među njima »svi oni koji razaraju narodnu vojsku ili su na drugi način pomagali i pomažu okupatoru«); vojne i policijske (OZNA) imale su zadaću fizički locirati i uhvatiti »zločince i neprijatelje«, koji su dijelom traženi pomoću popisa pripremljenih u prethodnim mjesecima.
Kasnije su u Zagrebu utvrđena mjesta pokapanja i ekshumirana tijela ubijenih, poput 294 u Gračanima, na sjeveru Zagreba, 814 iz jame Jazovka na Žumberku, gdje su odvođeni na likvidaciju ratni zarobljenici iz Zagreba, 102 u masovnoj grobnici na Tuškancu i 25 u Savskoj ul. 77.